# Il Giardino Armonico
Il Giardino Armonico – włoski zespół muzyki dawnej założony w 1985 w Mediolanie przez Lucę Pianca i Giovanniego Antoniniego. Specjalizuje się w wykonaniach XVII- i XVIII-wiecznych utworów z wykorzystaniem dawnych instrumentów (nurt wykonawstwa historycznego).
Zespół występował m.in. na takich festiwalach jak Musica e Poesia a San Maurizio w Mediolanie, Styriarte Festival w Grazu, Salzburger Pfingsten Festival, Osterklang w Wiedniu, Schleswig-Holstein Musik Festival, Rheingau Festival, Internationale Musikfestwochen w Lucernie, Festival de Musique de Montreux-Vevey i in. Gościł w wielu salach koncertowych na świecie, m.in. Concertgebouw w Amsterdamie, Wigmore Hall w Londynie, Musikverein and Konzerthaus w Wiedniu, Théâtre des Champs Élysées and Théâtre du Châtelet w Paryżu, Tonhalle w Zurychu, Victoria Hall w Genewie, Alte Oper we Frankfurcie, Staatsoper Unter den Linden w Berlinie, Teatrze Bolszoj w Moskwie, Konserthus w Oslo, Palais des Beaux-Arts w Brukseli, Auditorio Nacional w Madrycie, Oji Hall w Tokio, Bibliotece Kongresu w Waszyngtonie, Carnegie Hall i Lincoln Center w Nowym Jorku. Współpracowali z wieloma uznanymi artystami jak na przykład: Cecilia Bartoli, Katia i Marielle Labèque, Christophe Coin, Eva Mei, Sumi Jo, Sara Mingardo, Lynne Dawson, Bernarda Fink, Christoph Prégardien, Véronique Gens, Wiktorija Mułłowa czy Giuliano Carmignola.
W październiku 1996 otrzymali Gramophone Award i Diapason d’Or za Il Proteo z Christophe’em Coinem jako solistą. Album Brandenburg Concertos zdobył Echo-Preis w 1998, a nagranie z utworami Locke’a i Bibera otrzymało Diapason d’Or za rok 1999. W 2001 zespół zdobył Grammy za album z nagraniami Vivaldiego z udziałem Cecilii Bartoli. Zostali uhonorowani również nagrodami Fondazione Cini, Caecilia Award, Choc de la Musique, Grand Prix des Discophiles, 10 de Répertoire i in.
Przez wiele lat nagrywali dla wytwórni Teldec Classics. W maju 2008 podpisali kontrakt z Decca/L’Oiseau-Lyre.
W grudniu 2002 wytwórnia Teldec opublikowała Artist Portrait, wydawnictwo dotyczące zespołu.

## Skład
W zależności do potrzeb jednocześnie występuje od 3 do 30 muzyków. Poniżej przedstawiono przykładowy skład zespołu podczas 2 koncertów z 2010:
| Instrument     | Data                                                                     | Data                                                                     |
| Instrument     | 4 kwietnia 2010 Misteria Paschalia                                       | 19 maja 2010 Opera Rara                                                  |
| -------------- | ------------------------------------------------------------------------ | ------------------------------------------------------------------------ |
| dyrygent       | Giovanni Antonini                                                        | Giovanni Antonini                                                        |
| skrzypce I     | Stefano Barneschi, Haim Fabrizio Cipriani, Judith Huber, Ayako Matsunaga | Stefano Barneschi, Haim Fabrizio Cipriani, Judith Huber, Ayako Matsunaga |
| skrzypce II    | Marco Bianchi, Francesco Colletti, Valentina Giusti, Maria Cristina Vasi | Marco Bianchi, Francesco Colletti, Valentina Giusti, Maria Cristina Vasi |
| altówka        | Liana Mosca, Renato Burchese                                             | Liana Mosca, Renato Burchese                                             |
| wiolonczela    | Paolo Beschi, Elena Russo                                                | Paolo Beschi, Elena Russo                                                |
| kontrabas      | Giancarlo De Frenza                                                      | Giancarlo De Frenza                                                      |
| obój           | Emiliano Rodolfi, Magdalena Karolak                                      | Andrea Mion, Magdalena Karolak                                           |
| trąbka         | Andreas Lackner, Herbert Walser-Breuþ                                    | –                                                                        |
| flet           | Marco Brolli                                                             | Marco Scorticati                                                         |
| fagot          | Alberto Guerra                                                           | –                                                                        |
| viola da gamba | Noelia Reverte                                                           | –                                                                        |
| lutnia         | Luca Pianca                                                              | Joachim Held                                                             |
| klawesyn       | Riccardo Doni                                                            | Sergio Ciomei, Riccardo Doni                                             |
| harfa          | –                                                                        | Margret Koell                                                            |

## Koncerty w Polsce
- 8 kwietnia 2007 – w Filharmonii Krakowskiej w ramach festiwalu Misteria Paschalia – Suites & concertos Telemanna, Vivaldiego, Bacha[7].
- 3 października 2007 – w Filharmonii Narodowej[8].
- 23 listopada 2007 – w Kościele Świętych Apostołów Piotra i Pawła w Katowicach w ramach festiwalu Ars Cameralis. Soliści: Christophe Coin, Enrico Onofri[9].
- 13 kwietnia 2009 – w Operze Krakowskiej w ramach festiwalu Misteria Paschalia – Arie e concerti I Vivaldiego, w towarzystwie Sonii Priny[10].
- 19 września 2009 – w kościele Matki Bożej Nieustającej Pomocy w Bolesławcu w ramach festiwalu Wratislavia Cantans – Il pianto di Maria[11].
- 4 kwietnia 2010 – w Filharmonii Krakowskiej w ramach festiwalu Misteria Paschalia – La Resurrezione Händla. Soliści: María Espada, Roberta Invernizzi, Marina de Liso, Jeremy Ovenden, Luca Pisaroni[12].
- 19 maja 2010 – w Teatrze im. Słowackiego w Krakowie w ramach cyklu Opera Rara – Ottone in villa Vivaldiego. Soliści: Sonia Prina, Topi Lehtipuu, Roberta Invernizzi, Verónica Cangemi, Julija Leżniewa[13].
- 8 sierpnia 2010 – w Filharmonii Narodowej, koncert planowany w ramach VI. Międzynarodowego Festiwalu Muzycznego „Chopin i jego Europa”[14].